# نوغو (مقاطعة غرين)
نوغو (أيضا مول روي) مدينة سابقة في مقاطعة غرين التابعة لولاية ميزوري في الولايات المتحدة الأمريكية على طريق 66 في الولايات المتحدة. موقعها الآن تماما داخل مدينة ستارفورد.
اسمها مشتق من «لا تذهب» باللغة الإنجليزية "Nogo" ثم أصبح اسما للمدينة.